# Bỗng dưng trúng số
Bỗng dưng trúng số (tiếng Hàn: 육사오; Romaja: Yuksao) là một bộ phim Hàn Quốc năm 2022 của đạo diễn Park Gyu-tae, với sự tham gia của Go Kyung-pyo, Lee Yi-kyung, Eum Moon-suk, Park Se-wan và Kwak Dong- yeon. Bộ phim mô tả cuộc gặp gỡ hài hước giữa những người lính Nam và Bắc Triều Tiên qua giải xổ số 5,7 tỷ won. Bộ phim phát hành vào ngày 24 tháng 8 năm 2022.

## Nội dung
Tác phẩm lấy bối cảnh là khu biên giới quân sự giữa Hàn Quốc - Triều Tiên. Người lính Hàn Chun Woo (Go Kyung-Pyo) vô tình nhặt được vé số trúng độc đắc trị giá 5,7 tỷ Won (tức 105 tỷ VND). Anh chàng bất cẩn để tờ vé số bay sang bên kia biên giới, rơi vào tay người lính Triều Tiên Yong Ho (Lee Yi-Kyung). Chun Woo muốn đòi lại, còn Yong Ho không trả nhưng không thể sang Hàn Quốc lĩnh thưởng. Câu chuyện càng rắc rối khi đồng đội của cả hai biết được và tham gia vào cuộc đàm phán.
Thỏa thuận được đưa ra là phe Triều Tiên trả lại vé số, phía Hàn Quốc nhận nhiệm vụ đổi thưởng. Trước khi tiền được mang về, hai bên trao đổi một người lính để làm tin, người được chọn là Chun Woo và Yong Ho. Màn hoán đổi kéo theo nhiều chuyện dở khóc dở cười, khi hai người lính cố gắng tránh lộ thân phận trong môi trường quân ngũ mới.

## Diễn viên
- Go Kyung-pyo trong vai Park Chun-woo[7]

Một cựu trung sĩ tại đồn bảo vệ mặt trận của Hàn Quốc GP. Park Chun-woo là chủ nhân đầu tiên của tờ vé số.
- Lee Yi-kyung trong vai Ri Young-ho[7]

Người lính cao cấp của Bắc Triều Tiên GP.
- Eum Moon-suk trong vai Captain Kang Eun-pyo[7]

Đại đội trưởng Hàn Quốc.
- Park Se-wan trong vai Ri Yeon-hee[7]

Em gái của Young-ho và một người lính trong quân đoàn Bắc Triều Tiên phụ trách các chương trình phát thanh tuyên truyền tới Hàn Quốc.
- Kwak Dong-yeon trong vai Kim Man-cheol[7]

Quan sát viên thuộc chiến tuyến của Hàn Quốc
- Lee Soon-won trong vai Choi Seung-il[7]

Cố vấn chính trị Bắc Triều Tiên
- Kim Min-ho trong vai Bang Cheol-jin[7]

Binh sĩ cấp cao của Triều Tiên chuyên tấn công Hàn Quốc.
- Yoon Byung-hee trong vai Kim Gwang-cheol[8]
- Lee Jun-hyeok trong vai tiểu đoàn trưởng[8]
- Ryu Seung-soo[8]
- Shin Won-ho trong vai tân binh[8]

## Sản xuất
Quay phim chính bắt đầu vào ngày 20 tháng 4 năm 2021 và kết thúc vào ngày 26 tháng 6 năm 2021.

## Giải thưởng
| Giải thưởng                  | Ngày diễn ra buổi lễ | Hạng mục                       | Đối tượng    | Kết quả      | Ref.   |
| ---------------------------- | -------------------- | ------------------------------ | ------------ | ------------ | ------ |
| Giải thưởng điện ảnh Daejong | 9 tháng 12 năm 2022  | Nữ diễn viên mới xuất sắc nhất | Park Se-wan  | Chưa công bố | [ 10 ] |
| Giải thưởng điện ảnh Daejong | 9 tháng 12 năm 2022  | Kịch bản phim xuất sắc nhất    | Park Gyu-tae | Chưa công bố | [ 10 ] |